# Rio Crăciunu
O Rio Crăciunu é um rio da Romênia, afluente do Drăgan, localizado no distrito de Bihor.